# Tromeđa
Tromeđa (alb. Trekufiri, cyr. Тромеђа) – szczyt górski w Górach Północnoalbańskich (Prokletije) o wysokości 2366 m n.p.m., na którym łączą się granice Albanii, Czarnogóry i Serbii (Kosowa). Leży na pograniczu Parku Narodowego Prokletije (Czarnogóra), obszaru chronionego krajobrazu Lumi i Gashit (Albania) oraz Parku Narodowego Bjeshkët e Nemuna (Serbia/Kosowo).   

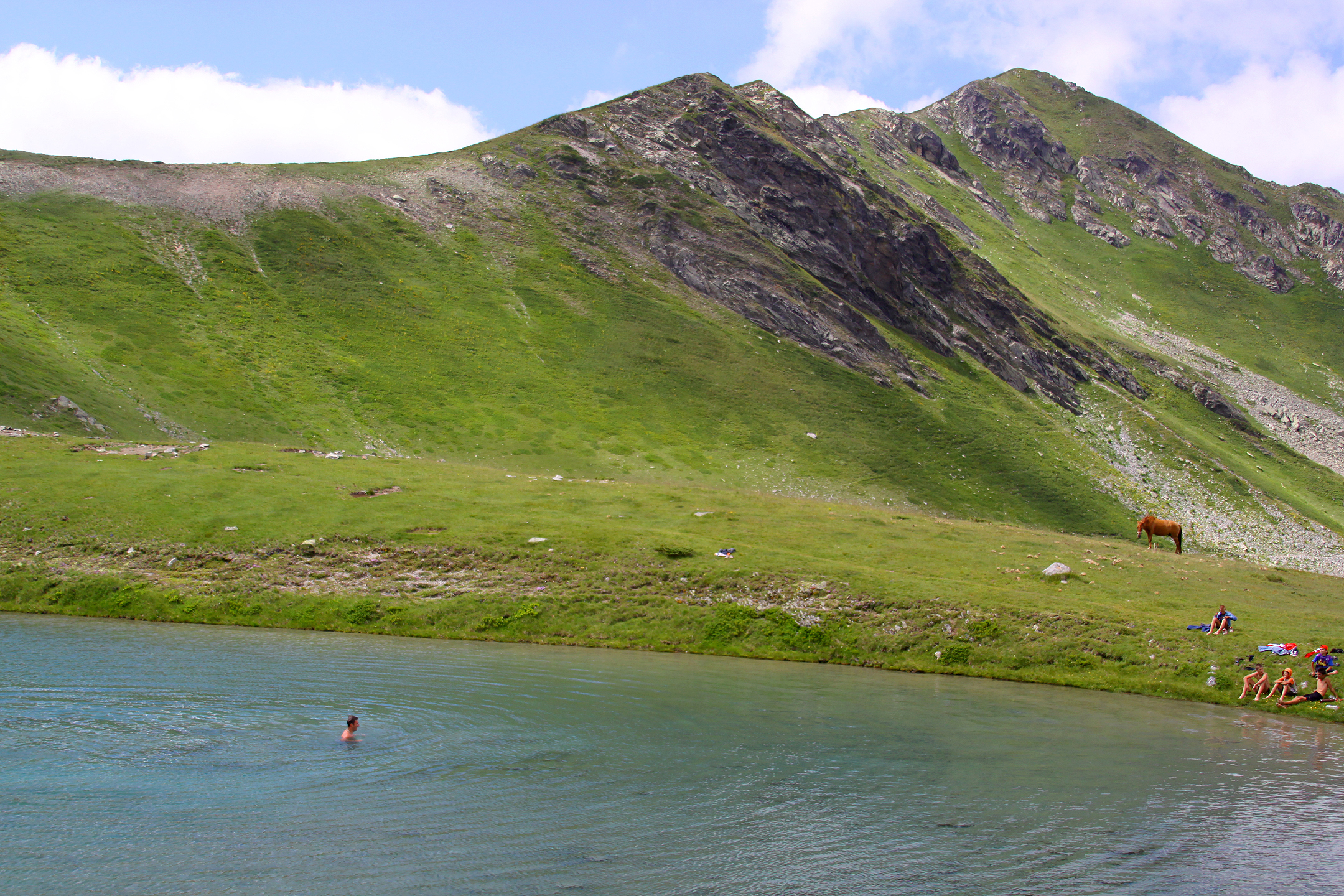
Widok znad albańskiego Liqeni i Tropojës

Główny grzbiet górski, w którym leży Tromeđa nosi ślady procesów lodowcowych, rzeczno-lodowcowych i erozji rzecznej. Grzbiet ten jest wyższy niż 2000 m n.p.m. na prawie całej swojej długości na obszarze Bogićevicy. Wzdłuż samego grzbietu, poza kilkoma niżej położonymi przełęczami, znajduje się więcej wyższych szczytów, jak: Pasji vrh (2405 m n.p.m.), Maja Madhe (2372 m n.p.m.), Maja e Vogël (2284 m n.p.m.), Maja e Spalit (2203 m n.p.m.) oraz Ujkov krš / Kërshi Vujkit (2269 m n.p.m.). Ze szczytu Tromeđi odchodzi jeden krótszy grzbiet w kierunku południowo-wschodnim w kierunku Ćafy Dobrodol (2275 m n.p.m.), przełęczy oddzielającej Bogićevicę od grup górskich Đeravica / Gjeravica i Skilzen / Shklezen / Maja Škeljcen. Wzdłuż grzbietu wznoszą się dwa wyższe szczyty: Maja Bogicaj (2404 m n.p.m.) i Maja e Ram Arucit (2358 m n.p.m.).  
W przeszłości pastwiska w rejonie stoków Tromeđi wykorzystywali czarnogórscy pasterze z miasta Plav i jego okolic. Tworzono tu okresowe osady pasterskie, tzw. katuny.  
Obecnie szczyt jest udostępniony turystycznie szlakiem Via Dinarica. Roztacza się z niego panorama najwyższych części Gór Dynarskich - Gór Północnoalbańskich (Prokletije), jak również dostrzegalne są tak odległe szczyty jak Besna Kobila w Masywie Rodopskim (Serbia, 1923 m n.p.m., odległa o 176,5 km), Vlajna (Serbia, 1443 m n.p.m., odległa o 155 km), Markov Kamen (Czarnogóra, 1509 m n.p.m., odległy o 72 km), Kom Vasojevićki (Czarnogóra, 2440 m n.p.m., odległy o 36,5 km), czy Golem Korab, na którym łączą się granice Albanii, Kosowa i Macedonii Północnej (2764 m n.p.m., odległy o 93,5 km).  